# Дорошево
Дорошево — село в Котовском районе Волгоградской области, в составе Мирошниковского сельского поселения.
Население — 68 (2010).

## История
Дата основания неизвестна. В конце XIX века — хутор Дорошев Тарасовской волости Камышинского уезда Саратовской губернии. Хутор населяли бывшие государственные крестьяне, православные, малороссы. Первые поселенцы прибыли из Красного Яра. В 1867 году сельскому обществу казной отведён земельный надел в 1833 и ¼ десятины удобной земли и 213 и ¼ десятины неудобной земли. Лес в общем владении со слободой Тарасовой, хуторами Фетининым и Долгинским. На хуторе имелся общественный запасный хлебный магазин. По переписи 1886 года на хуторе имелось 43 камнелома и каменщика. Природный камень добывался в границах надела.
С 1928 года — в составе Красноярского района Камышинского округа Нижне-Волжского края (с 1934 года — Сталинградский край). С 1935 года — в составе Молотовского района (с 1957 года — Красноярский район) Сталинградского края (с 1936 года — Сталинградская область). В составе Котовского района — с 1963 года.

## География
Село находится в степной местности, в пределах Приволжской возвышенности, являющейся частью Восточно-Европейской равнины, на реке Тарасовка (Отнога). Высота центра населённого пункта — около 130 метров над уровнем моря. По балкам близ села сохранились островки байрачного леса. Почвы — чернозёмы южные и чернозёмы солонцеватые и солончаковые.
По автомобильным дорогам расстояние до административного центра сельского поселения села Мирошники составляет 9 км, до районного центра города Котово — 32 км, до областного центра города Волгоград — 260 км. В 2 км выше по балке Тарасовой расположено село Тарасово, в 6 км ниже по течению реки Тарасовки — село Гордиенки.
Часовой пояс
Дорошево, как и вся Волгоградская область, находится в часовой зоне МСК (московское время). Смещение применяемого времени относительно UTC составляет +3:00.

## Население
Динамика численности населения по годам:
| 1862 | 1886 | 1891 | 1894 | 1911 | 1987 | 2002 | 2010 |
| ---- | ---- | ---- | ---- | ---- | ---- | ---- | ---- |
| 433  | 534  | 598  | 515  | 615  | ≈120 | 87   | 68   |